# Liste der Naturdenkmale in Schuttertal
| Naturdenkmale | Anzahl |
| ------------- | ------ |
| FND           | 1      |
| END           | 0      |
| Gesamt        | 1      |

Die Liste der Naturdenkmale in Schuttertal nennt die verordneten Naturdenkmale (ND) der im baden-württembergischen Ortenaukreis liegenden Gemeinde Schuttertal. In Schuttertal gibt es insgesamt ein als Naturdenkmal geschütztes Objekt, es handelt sich um ein flächenhafte Naturdenkmal (FND), es gibt kein Einzelgebilde-Naturdenkmal (END).
Stand: 1. November 2016.

## Flächenhafte Naturdenkmale (FND)
| Name                     | Bild | Kennung     | Einzelheiten | Position | Fläche Hektar | Datum         |
| ------------------------ | ---- | ----------- | ------------ | -------- | ------------- | ------------- |
| Hohe Stein, Gneis        |      | 83171210001 | Schuttertal  | ???      | 0,0           | 30. Apr. 1949 |
| Legende für Naturdenkmal |      |             |              |          |               |               |